# Michał Mazowiecki (ur. 1967)
Michał Jan Mazowiecki (ur. 4 lutego 1967 w Warszawie) – polski pracownik administracyjny i polityk, w 2019 poseł na Sejm VIII kadencji. Syn premiera Tadeusza Mazowieckiego, brat dziennikarza Wojciecha Mazowieckiego.

## Życiorys
Urodził się jako najmłodszy z trzech synów działacza opozycyjnego Tadeusza i Ewy z domu Proć. Gdy miał trzy lata, zmarła jego matka. W młodości mieszkał m.in. w Świdrze (podczas nauki szkolnej) i Koszalinie (podczas internowania ojca). Uzyskał wykształcenie średnie policealne, w 2001 został technikiem ekonomistą o specjalności finanse i rachunkowość. Pracował zawodowo m.in. jako kierowca w Trybunale Konstytucyjnym oraz w dziale administracyjnym Naczelnego Sądu Administracyjnego.
W 2015 kandydował do Sejmu w okręgu warszawskim z ostatniego 40. miejsca listy Platformy Obywatelskiej (jako kandydat bezpartyjny). Jego umieszczenie na listach miało być według mediów inicjatywą Andrzeja Halickiego. We wrześniu 2015 zapowiedział wycofanie swej kandydatury, czego ostatecznie jednak skutecznie nie zrobił. W wyborach otrzymał 3111 głosów i zajął pierwsze niemandatowe miejsce. W 2016 zasiadł w radzie politycznej Partii Demokratycznej – demokraci.pl, a po jej przekształceniu w radzie politycznej Unii Europejskich Demokratów. Został także prezesem honorowym związanego z tą partią Stowarzyszenia im. Tadeusza Mazowieckiego. W 2019 przyjął mandat posła w miejsce wybranej do Europarlamentu Ewy Kopacz. 12 czerwca 2019 złożył ślubowanie poselskie, przystępując do klubu parlamentarnego PSL-UED (4 lipca przekształconego w klub PSL-Koalicja Polska). Nie wystartował w kolejnych wyborach w tym samym roku.